# Tarek Ehab Mohamed
Tarek Abdelhalim Ehab Mohamed (en arabe : طارق عبد الحليم إيهاب محمد) est un nageur égyptien.

## Carrière
Tarek Ehab Mohamed est médaillé d'or du relais 4 x 100 mètres quatre nages aux Championnats d'Afrique de natation 2012 à Nairobi.